# العلاقات الفلبينية الكيريباتية
العلاقات الفلبينية الكيريباتية هي العلاقات الثنائية التي تجمع بين الفلبين وكيريباتي.

## مقارنة بين البلدين
هذه مقارنة عامة ومرجعية للدولتين:
| وجه المقارنة                                              | الفلبين                       | كيريباتي                        |
| --------------------------------------------------------- | ----------------------------- | ------------------------------- |
| المساحة (كم2)                                             | 343.45 ألف                    | 811                             |
| عدد السكان (نسمة)                                         | 104.92 مليون                  | 116.40 ألف                      |
| الكثافة السكانية (ن./كم²)                                 | 305.49                        | 14.35 ألف                       |
| العاصمة                                                   | مانيلا                        | جنوب تاراوا                     |
| اللغة الرسمية                                             | اللغة الفلبينية، لغة إنجليزية | لغة إنجليزية، اللغة الكيريباتية |
| العملة                                                    | بيسو فلبيني                   | دولار كريباتي، دولار أسترالي    |
| الناتج المحلي الإجمالي (بليون دولار)                      | 313.60 مليار                  | 196.15 مليون                    |
| الناتج المحلي الإجمالي (تعادل القوة الشرائية) بليون دولار | 743.90 مليار                  | 224.26 مليون                    |
| الناتج المحلي الإجمالي الاسمي للفرد دولار أمريكي          | 2.90 ألف                      | 1.42 ألف                        |
| الناتج المحلي الإجمالي للفرد دولار أمريكي                 | 7.39 ألف                      | 1.81 ألف                        |
| مؤشر التنمية البشرية                                      | 0.668                         | 0.590                           |
| رمز المكالمات الدولي                                      | +63                           | +686                            |
| رمز الإنترنت                                              | .ph                           | .ki                             |
| المنطقة الزمنية                                           | توقيت الفلبين                 |                                 |

## منظمات دولية مشتركة
يشترك البلدان في عضوية مجموعة من المنظمات الدولية، منها:
| علم المنظمة | اسم المنظمة                   | تاريخ انضمام الفلبين | تاريخ انضمام كيريباتي |
| ----------- | ----------------------------- | -------------------- | --------------------- |
|             | منظمة حظر الأسلحة الكيميائية  | ?                    | ?                     |
|             | الأمم المتحدة                 | 24 أكتوبر 1945       | 14 سبتمبر 1999        |
|             | مؤسسة التمويل الدولية         | 12 أغسطس 1957        | 2 أكتوبر 1986         |
|             | يونسكو                        | 21 نوفمبر 1946       | 24 أكتوبر 1989        |
|             | مؤسسة التنمية الدولية         | 28 أكتوبر 1960       | 2 أكتوبر 1986         |
|             | بنك التنمية الآسيوي           | 1966                 | 1974                  |
|             | البنك الدولي للإنشاء والتعمير | 27 ديسمبر 1945       | 29 سبتمبر 1986        |
|             | الاتحاد البريدي العالمي       | ?                    | ?                     |
|             | الاتحاد الدولي للاتصالات      | 25 مايو 1912         | 3 نوفمبر 1986         |

## وصلات خارجية
- موقع وزارة الخارجية الفلبينية